# Bay City (Oregon)
Bay City ist eine Stadt im Tillamook County in Oregon, USA. Beim United States Census 2020 hatte die Stadt 1389 Einwohner.

## Geographie
Nach Angaben des United States Census Bureau umfasst die Stadt eine Fläche von insgesamt 4,20 km. Davon entfallen 3,26 km² auf Land und 0,93 km² auf Wasserflächen.

## Klima
Bay City liegt in einer Region mit warmen, trockenen Sommern, jedoch ohne extreme Hitze. Die durchschnittliche monatliche Höchsttemperatur übersteigt dabei nicht 22,0 °C. Gemäß der Klimaklassifikation nach Köppen handelt es sich um ein mediterranes Klima mit warmem Sommer.

## Demografie
Beim United States Census 2020 hatte die Stadt 1389 Einwohner.

### Bevölkerungsentwicklung
| Jahr | Einwohner |
| ---- | --------- |
| 1900 | 0203      |
| 1910 | 0281      |
| 1920 | 0511      |
| 1930 | 0427      |
| 1940 | 0379      |
| 1950 | 0761      |
| 1960 | 0996      |
| 1970 | 0898      |
| 1980 | 0986      |
| 1990 | 1027      |
| 2000 | 1149      |
| 2010 | 1286      |
| 2020 | 1389      |

## Kultur
Das Bay City Arts Center ist eine gemeinnützige Organisation, die künstlerische Programme und Veranstaltungen in der Stadt organisiert.

## Bildung
Bay City gehört zum Neah-Kah-Nie School District 56. Die zentrale weiterführende Schule ist die Neah-Kah-Nie High School. Die Stadt gehört außerdem zum Einzugsgebiet des Tillamook Bay Community College.